# Мера (Вранча)
Мера (рум. Mera) насеље је у Румунији у округу Вранча у општини Мера. Oпштина се налази на надморској висини од 218 m.

## Становништво
Према подацима из 2002. године у насељу је живело 3914 становника, од којих су сви румунске националности.

### Хронологија
| Година       | 1992 | 1993 | 1994 | 1995 | 1996 | 1997 | 1998 | 1999 | 2000 | 2001 | 2002 | 2003 | 2004 | 2005 | 2006 | 2007 | 2008 | 2009 | 2010 | 2011 | 2012 | 2013 | 2014 | 2015 | 2016 | 2017 |
| ------------ | ---- | ---- | ---- | ---- | ---- | ---- | ---- | ---- | ---- | ---- | ---- | ---- | ---- | ---- | ---- | ---- | ---- | ---- | ---- | ---- | ---- | ---- | ---- | ---- | ---- | ---- |
| Становништво | 4041 | 4053 | 4088 | 4095 | 4090 | 4088 | 4141 | 4142 | 4153 | 4169 | 4191 | 4201 | 4195 | 4209 | 4197 | 4199 | 4179 | 4187 | 4194 | 4207 | 4174 | 4175 | 4171 | 4183 | 4150 | 4133 |